# Tobias Hoffmann (Philosoph)
Tobias Hoffmann (* 1967 in Hamburg) ist ein deutscher Philosoph.

## Leben
Nach dem Abitur 1986 an der Sankt-Ansgar-Schule studierte er Theologie an der Albert-Ludwigs-Universität Freiburg von 1987 bis 1989 und erwarb das Lizentiat in Theologie 1993 an der Universität Fribourg. Wissenschaftlicher Mitarbeiter für Servais Pinckaers OP an der Universität Fribourg war er von 1994 bis 1997. Den Doktortitel in Philosophie erwarb er 2002 an Universität Fribourg bei Ruedi Imbach nach der Disputation 1999 und nach der Veröffentlichung 2002. Wissenschaftlicher Mitarbeiter bei Ludger Honnefelder an der Universität Bonn war er von 1999 bis 2000. Als Gastwissenschaftler forschte er an der KU Leuven 2000, University of California, Irvine/Loyola Marymount University 2012–2013 und Universität Macerata 2017–2018. An der Catholic University of America war er seit 2001 in der School of Philosophy tätig (Ordinary Professor 2018–2021, Associate Professor 2007–2018, Assistant Professor 2001–2007). An der Sorbonne Université lehrt er seit 2021 als Professor für mittelalterliche Philosophie.
Seine Interessensgebiete sind Ethik, Metaphysik und mittelalterliche Philosophie (13. und 14. Jh.) mit Schwerpunkt auf Thomas von Aquin und Duns Scotus.

## Schriften (Auswahl)
- Creatura intellecta. Die Ideen und Possibilien bei Duns Scotus mit Ausblick auf Franz von Mayronis, Poncius und Mastrius (= Beiträge zur Geschichte der Philosophie und Theologie des Mittelalters. Neue Folge. Band 60). Aschendorff, Münster 2002, ISBN 3-402-04011-5 (zugleich Dissertation, Fribourg 1999).
- als Herausgeber: Johannes Duns Scotus. Die Univozität des Seienden: Texte zur Metaphysik (= Sammlung Philosophie. Band 1). Vandenhoeck & Ruprecht, Göttingen 2002, ISBN 3-525-30600-8.
- als Herausgeber mit Jörn Müller und Matthias Perkams: Das Problem der Willensschwäche in der mittelalterlichen Philosophie. The Problem of Weakness of Will in Medieval Philosophy (= Bibliotheca des Recherches de Théologie et Philosophie Médiévales. Band 8). Peeters, Leuven/Paris/Dudley 2006, ISBN 90-429-1779-2.
- als Herausgeber: Weakness of will from Plato to the present (= Studies in philosophy and the history of philosophy. Band 49). Catholic University of America Press, Washington DC 2008, ISBN 0-8132-1520-X.
- als Herausgeber: A companion to angels in medieval philosophy (= Brill's companions to the Christian tradition. Band 36). Brill, Leiden u. a. 2012, ISBN 978-90-04-18346-9.
- als Herausgeber: Johannes Duns Scotus. Freiheit, Tugenden und Naturgesetz  (= Herders philosophische Bibliothek des Mittelalters. Band 27). Herder, Freiburg u. a. 2012, ISBN 978-3-451-34039-0.
- als Herausgeber mit Jörn Müller und Matthias Perkams: Aquinas and the Nicomachean ethics. Cambridge University Press, Cambridge 2013, ISBN 978-1-107-00267-8.
- Free will and the rebel angels in medieval philosophy. Cambridge 2021, ISBN 978-1-107-15538-1.